# Natsipaska
Natsipaska (в переводе с фин.  «Нацистское дерьмо») — финский комический рок-проект, в который входили нынешние участники индастриал-метал группы Ruoska. Самая известная песня — «Hevimies».

## Состав
- Патрик Меннандер[англ.] — вокал
- Мика Камппи — бас-гитара, вокал
- Ансси Аувинен — ритм-гитара, вокал
- Сами Карппинен — ударные

## Дискография
- Suunnitelma 9 (1998)
- Savo-texas sexmachine (1999)
- Asfalttisoturit (2000)